# Eva Pinkelnig

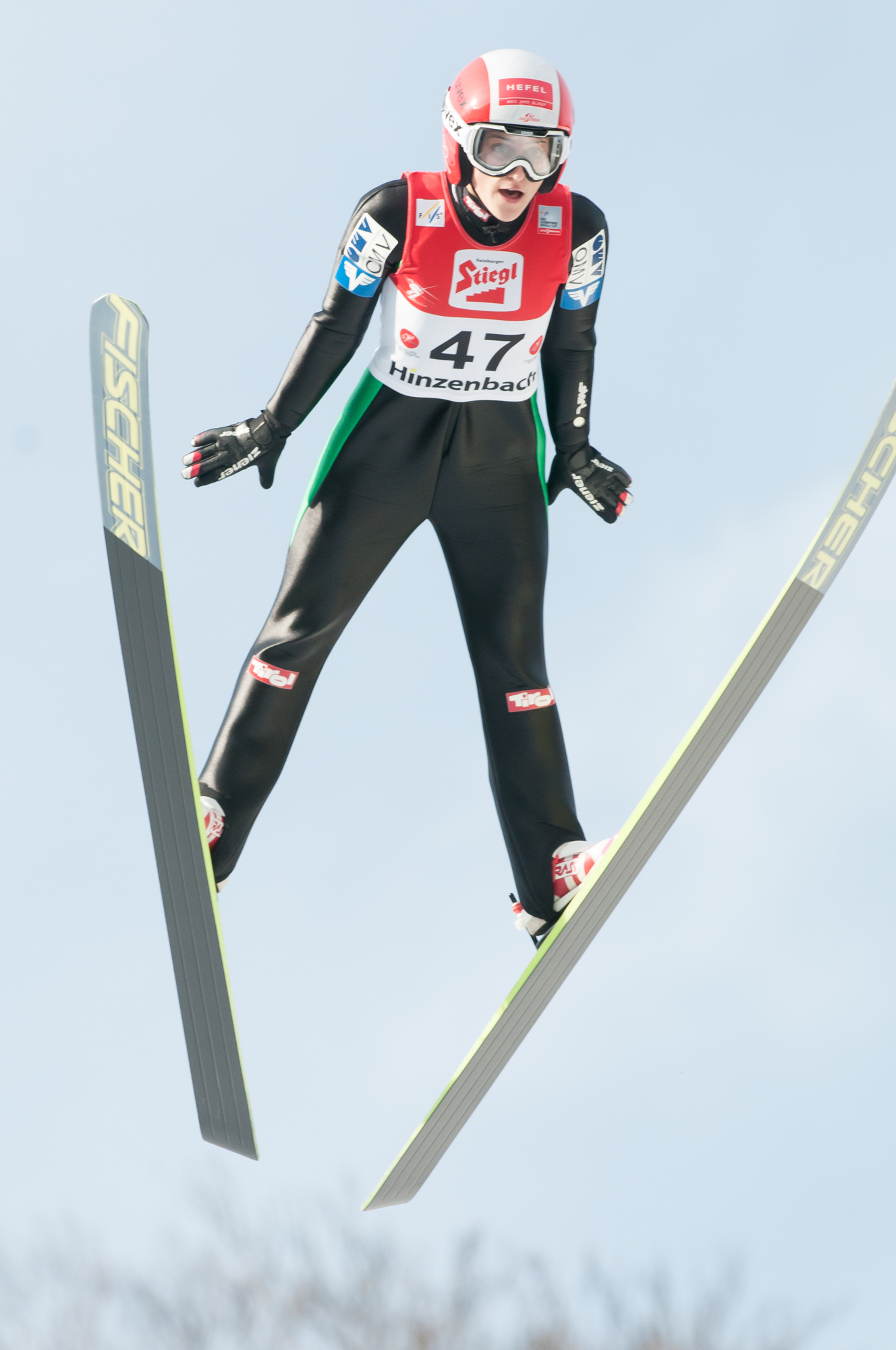
Pinkelnig 2016 in Hinzenbach

Eva Pinkelnig (* 27. Mai 1988 in Dornbirn) ist eine österreichische Skispringerin. Im Jahr 2022 nahm sie an den Olympischen Winterspielen in Peking teil. Ihre bisher größten Erfolge sind die beiden Silbermedaillen mit der Damen- und der Mixed-Mannschaft bei den Weltmeisterschaften 2019 in Seefeld in Tirol sowie im Einzel von der Normalschanze und erneut in den Teamwettbewerben bei den Weltmeisterschaften 2023 in Planica und 2025 in Trondheim, wo sie im Mixed-Teamwettbewerb die Bronzemedaille gewann. Zudem sicherte sie sich in der Saison 2022/23 den Gesamtweltcup.

## Werdegang
Eva Pinkelnig war in ihrer Jugend Skirennläuferin. Sie absolvierte erst im Alter von 24 Jahren ihre ersten Sprünge von einer mobilen Skisprungschanze. Nach mehreren Trainingseinheiten und einem Sieg im Austria-Cup wurde sie im Sommer 2014 in den Kader des ÖSV aufgenommen. In der Folge kündigte Pinkelnig ihre bisherige Stelle als Erzieherin, um sich auf den Spitzensport zu fokussieren.
Auf internationaler Ebene debütierte sie im Juli 2014 beim FIS Cup in Villach und sprang dabei sowie beim Folgewettbewerb in Hinterzarten konstant unter die besten 15. Mit den erreichten Punkten hatte die damals 26-Jährige die formelle Voraussetzung für einen Weltcupstart erfüllt. Dieser erfolgte am 5. Dezember 2014 im norwegischen Lillehammer. Beim Springen vom Lysgårdsbakken belegte sie Rang 15. Am 20. Februar 2015 erreichte sie bei ihrem WM-Debüt in Falun auf der Normalschanze den achten Rang.
Ihre Debüt-Saison 2014/15 war mit einem siebten Platz im Gesamtweltcup sehr erfolgreich. Die Saison 2015/16 beendete Eva Pinkelnig im guten Mittelfeld, 2016/17 erzielte sie aber nur einen einzigen Punkt.
Nachdem sie die Saison 2017/18 aufgrund einer Verletzung und ihrer Nachwirkungen zu großen Teilen verpasst hatte, gelang ihr 2018 ein erfolgreiches Comeback, indem sie sich mit einem siebten und einem zehnten Platz in den ersten beiden Bewerben auf der Normalschanze in Lillehammer bereits wieder mitten in der Weltspitze etablieren konnte. Am 2. Dezember übertraf sie diese Leistung noch mit dem vierten Platz auf der Großschanze. Bei den beiden darauffolgenden Springen im französischen Prémanon erreichte sie die Plätze 18 und 12. Im Jänner 2019 gelangen ihr bei den Weltcupspringen in Sapporo und Yamagata die Platzierungen fünf und vier bzw. zwölf und vier. Beim am 19. Jänner ausgetragenen Teambewerb auf der Normalschanze in Yamagata holte sie gemeinsam mit Jacqueline Seifriedsberger, Chiara Hölzl und Daniela Iraschko-Stolz hinter dem deutschen Team den zweiten Platz.
Bei den Österreichischen Meisterschaften 2018 in Bischofshofen gewann Pinkelnig die Goldmedaille vor Daniela Iraschko-Stolz und Chiara Hölzl und holte damit ihren ersten Meisterschaftstitel.
Bei den Nordischen Skiweltmeisterschaften 2019 in Seefeld in Tirol gewann Pinkelnig mit der Mannschaft, zu der auch Jacqueline Seifriedsberger, Chiara Hölzl und Daniela Iraschko-Stolz gehörten, die Silbermedaille im Teamspringen. Auch mit dem Mixed-Team wurde sie gemeinsam mit Philipp Aschenwald, Daniela Iraschko-Stolz und Stefan Kraft Vizeweltmeisterin. Im Einzelwettbewerb wurde sie Fünfte. Mit dem sechsten Rang im Gesamtweltcup 2018/19 verbesserte sie ihr bis dahin bestes Abschneiden aus ihrer Debüt-Saison 2014/15 und etablierte sich damit in der Weltspitze. Beim Festakt zur Feier der WM-Erfolge am 5. Mai 2019 wurde Eva Pinkelnig vom Vorarlberger Landeshauptmann Markus Wallner mit dem Sportlerehrenzeichen des Landes Vorarlberg in Gold ausgezeichnet.
Am 7. Dezember 2019 belegte die zu diesem Zeitpunkt 31-jährige Pinkelnig auf der Großschanze in Lillehammer hinter der norwegischen Siegerin Maren Lundby den zweiten Rang, was der Auftakt einer Reihe von starken Ergebnissen sein sollte. Den Höhepunkt erreichte sie im Jänner 2020 mit ihrem ersten Weltcupsieg im japanischen Sapporo, als sie bereits nach dem ersten Durchgang mit 18,3 Punkten auf die Zweitplatzierte Maren Lundby in Führung lag. Sie gewann auch das unmittelbar darauffolgende Springen im japanischen Yamagata, wo sie auch mit dem österreichischen Team den ersten Weltcupsieg überhaupt erringen konnte und dabei trotz verkürzten Anlaufes zweimal Höchstweite erzielte. Zum Abschluss des Wochenendes gewann Pinkelnig ihren dritten Weltcup-Sieg in Folge und war dabei Teil des ersten österreichischen Doppelsiegs bei einem Weltcup-Springen.
Am 2. Dezember 2020 zog sich Pinkelnig bei einem Trainingssturz in Seefeld einen Milzriss zu und musste noch am selben Tag am LKH Innsbruck-Universitätsklinikum notoperiert werden. Der Eingriff sei nach Teamarzt Peter Baumgartl erfolgreich verlaufen. Für Pinkelnig war es bereits der dritte schwere Sturz ihrer Karriere. Am 18. Februar 2021 kehrte sie zum Weltcup zurück und belegte von der Trambulina Valea Cărbunării in Râșnov auf Anhieb den siebten Platz.
Bei den Olympischen Spielen erreichte die 33-Jährige im Februar 2022 in Peking den 20. Rang. Das Silvester-Turnier 2022/23 gewann die Österreicherin mit drei Siegen und einem zweiten Platz. Im März 2023 stand Pinkelnig zwei Springen vor Ende der Saison als Siegerin des Gesamtweltcups der Saison 2022/23 fest.
Pinkelnig ist aktive Sportlerin des Heeressportzentrums des Österreichischen Bundesheers. Als Heeressportlerin trägt sie derzeit den Dienstgrad Zugsführer.
Im Jahr 2023 wurde sie vor Anna Gasser und Mona Mitterwallner zur österreichischen Sportlerin des Jahres gewählt.

## Erfolge

### Weltcupsiege im Einzel
| Nr. | Datum             | Ort        | Typ           |
| --- | ----------------- | ---------- | ------------- |
| 01. | 12. Jänner 2020   | Sapporo    | Großschanze   |
| 02. | 17. Jänner 2020   | Yamagata   | Normalschanze |
| 03. | 19. Jänner 2020   | Yamagata   | Normalschanze |
| 04. | 6. November 2022  | Wisła      | Großschanze   |
| 05. | 28. Dezember 2022 | Villach    | Normalschanze |
| 06. | 29. Dezember 2022 | Villach    | Normalschanze |
| 07. | 1. Jänner 2023    | Ljubno     | Normalschanze |
| 08. | 15. Jänner 2023   | Yamagata   | Normalschanze |
| 09. | 10. Februar 2023  | Hinzenbach | Normalschanze |
| 10. | 1. Jänner 2024    | Oberstdorf | Großschanze   |
| 11. | 13. Jänner 2024   | Sapporo    | Großschanze   |
| 12. | 27. Jänner 2024   | Ljubno     | Normalschanze |
| 13. | 24. Februar 2024  | Hinzenbach | Normalschanze |
| 14. | 25. Februar 2024  | Hinzenbach | Normalschanze |
| 15. | 21. März 2024     | Planica    | Normalschanze |
| 16. | 6. Jänner 2025    | Villach    | Normalschanze |

### Weltcupsiege im Team
| Nr. | Datum             | Ort              | Typ                 |
| --- | ----------------- | ---------------- | ------------------- |
| 01. | 18. Jänner 2020   | Yamagata         | Normalschanze 1     |
| 02. | 22. Februar 2020  | Ljubno           | Normalschanze 1     |
| 03. | 10. Dezember 2022 | Titisee-Neustadt | Großschanze Mixed 2 |
| 04. | 14. Jänner 2023   | Yamagata         | Normalschanze 3     |

### Grand-Prix-Siege im Einzel
| Nr. | Datum              | Ort    | Typ           |
| --- | ------------------ | ------ | ------------- |
| 01. | 17. September 2022 | Râșnov | Normalschanze |

### Grand-Prix-Siege im Team
| Nr. | Datum              | Ort    | Typ                   |
| --- | ------------------ | ------ | --------------------- |
| 01. | 18. September 2022 | Râșnov | Normalschanze Mixed 4 |

### Continental-Cup-Siege im Einzel
| Nr. | Datum              | Ort   | Typ         |
| --- | ------------------ | ----- | ----------- |
| 01. | 21. September 2019 | Stams | Großschanze |

## Statistik

### Weltcup-Platzierungen
| Saison  | Platz | Punkte |
| ------- | ----- | ------ |
| 2014/15 | 07.   | 0408   |
| 2015/16 | 15.   | 0313   |
| 2016/17 | 60.   | 0001   |
| 2017/18 | 43.   | 0013   |
| 2018/19 | 06.   | 0825   |
| 2019/20 | 03.   | 1029   |
| 2020/21 | 27.   | 0072   |
| 2021/22 | 15.   | 0315   |
| 2022/23 | 01.   | 1662   |
| 2023/24 | 02.   | 1305   |
| 2024/25 | 07.   | 0819   |

### Grand-Prix-Platzierungen
| Saison | Platz | Punkte |
| ------ | ----- | ------ |
| 2015   | 23.   | 0040   |
| 2016   | 29.   | 0016   |
| 2018   | 26.   | 0030   |
| 2021   | 10.   | 0164   |
| 2022   | 11.   | 0100   |

### Schanzenrekorde
| Schanze (Hillsize)          | Ort     | Land      | Weite   | aufgestellt am | Rekord bis |
| --------------------------- | ------- | --------- | ------- | -------------- | ---------- |
| Bloudkova velikanka (HS102) | Planica | Slowenien | 103,5 m | 21. März 2024  | aktuell    |